# هوانغ يي
هوانغ يي (بالصينية: 黄奕) هي مغنية وممثلة صينية، ولدت في 13 سبتمبر 1979 بشانغهاي في الصين.

## وصلات خارجية
- هوانغ يي على موقع IMDb (الإنجليزية)
- هوانغ يي على موقع أول موفي (الإنجليزية)
- هوانغ يي على موقع قاعدة بيانات الفيلم (الإنجليزية)